# Parthenocissus vitacea
Espèce
Parthenocissus vitacea, nommée « Vigne vierge commune, », « Vigne vierge  à cinq folioles », « Vigne vierge à cinq feuilles », « Vigne-vierge insérée » et « Vigne-vierge américaine », est une espèce de plantes grimpantes ligneuses originaire d'Amérique du Nord de la famille des Vitaceae et du genre Parthenocissus. Proche de Parthenocissus quinquefolia, la Vigne vierge vraie, dont elle a été considérée comme une sous-espèce, elle est également nommée Parthenocissus inserta.

## Description

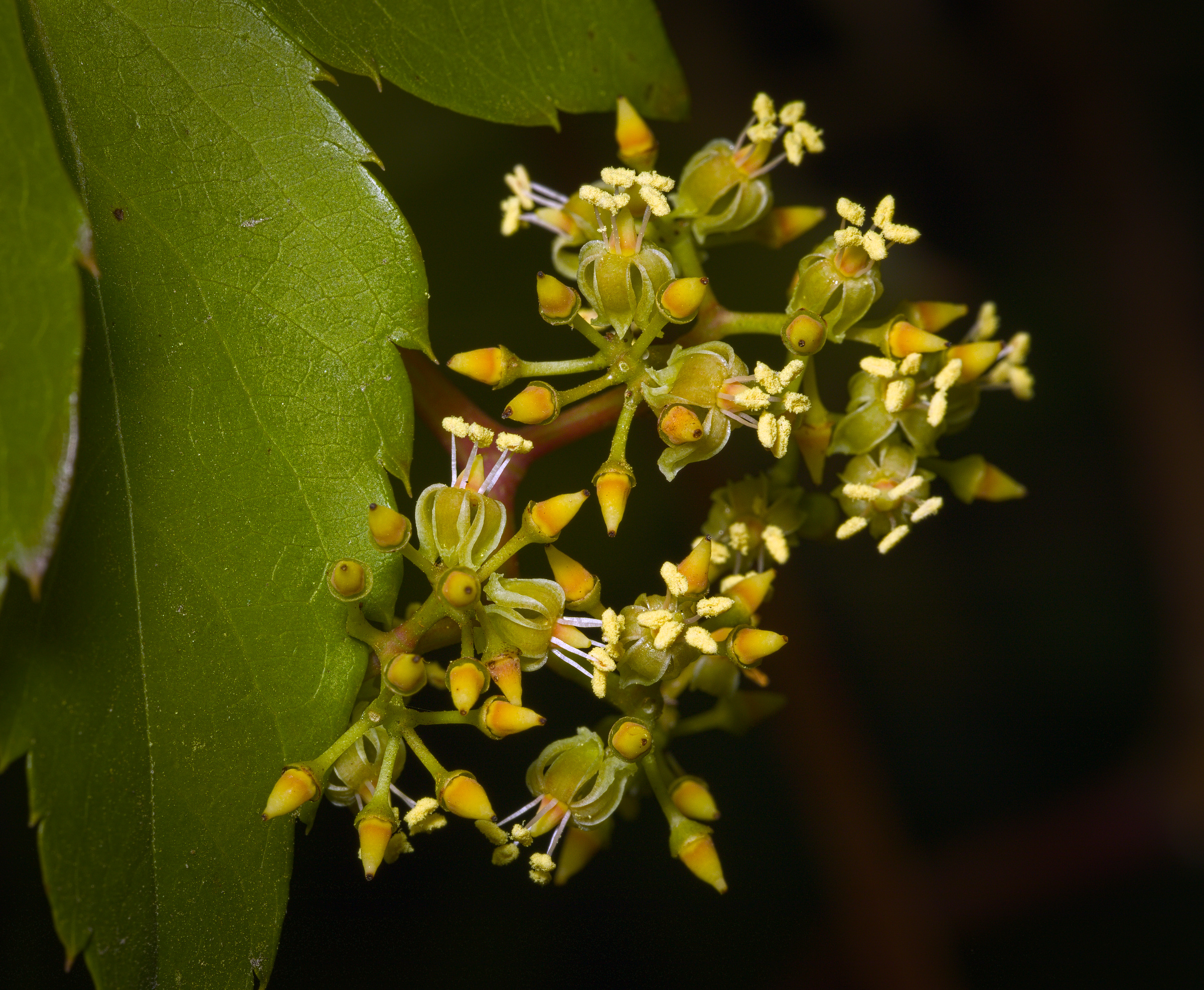
Parthenocissus vitacea : fleurs

Parthenocissus vitacea est une vigne ligneuse grimpante et tentaculaire (liane), pouvant atteindre une longueur de 20 m. Elle utilise de petites vrilles ramifiées avec des pointes volubiles pour s'accrocher. Ses feuilles sont palmées, composées de cinq folioles, chacune atteignant 13 cm de longueur et 7 cm de largeur. Les folioles ont un bord grossièrement denté.
Ses fleurs sont petites et verdâtres, produites en grappes à la fin du printemps et qui mûrissent à la fin de l'été ou au début de l'automne en petites baies bleu-noir. Ces baies contiennent des oxalates, ce qui peut provoquer une dermatite. 

## Espèce proche

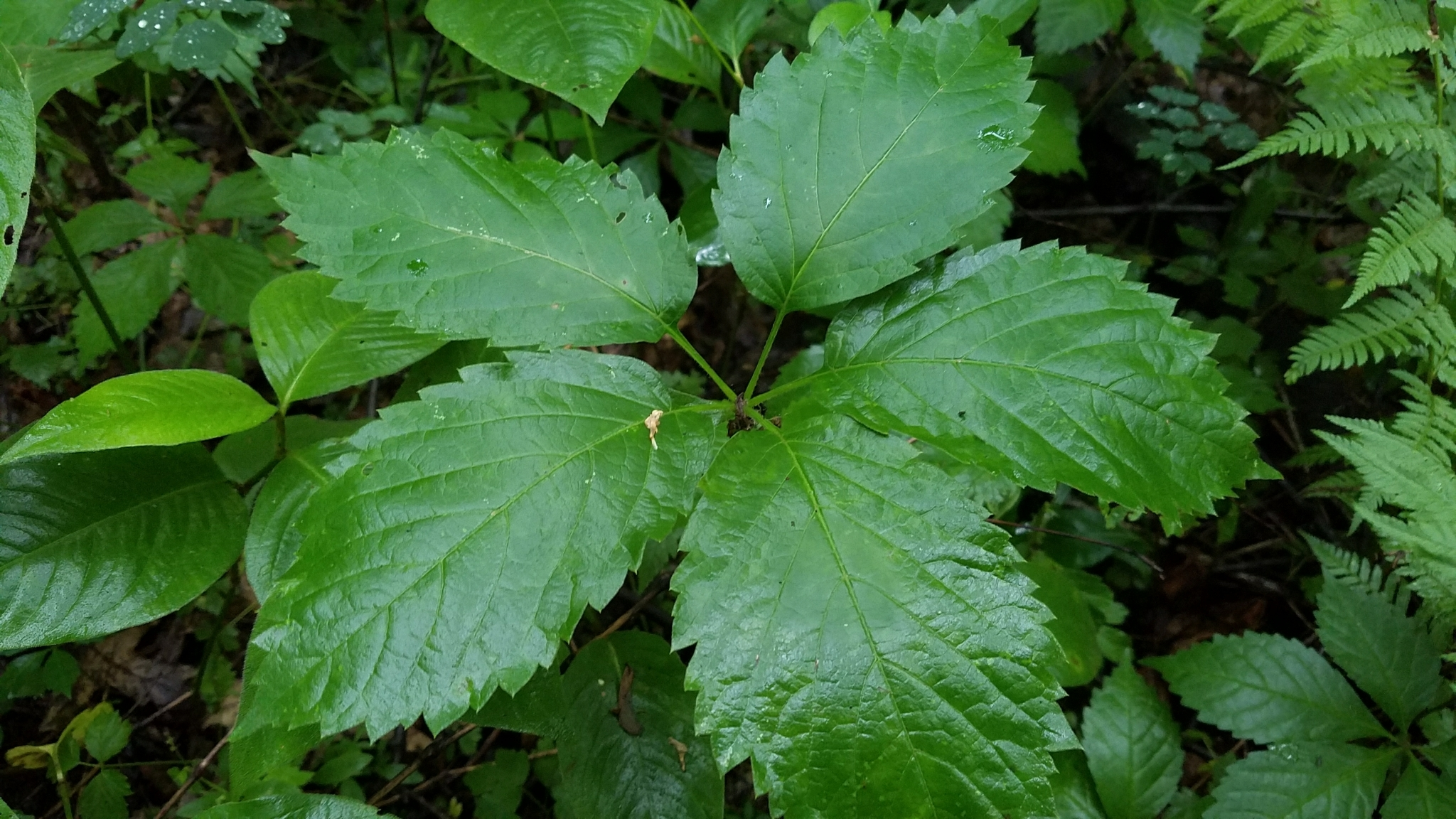
Parthenocissus vitacea : feuille

Parthenocissus vitacea est étroitement apparenté et souvent confondu avec Parthenocissus quinquefolia, la Vigne vierge vraie. Elles diffèrent par leurs moyens de grimper, les vrilles s'enroulant autour des tiges des plantes chez P. vitacea sans les disques adhésifs ronds trouvés sur les extrémités des vrilles de P. quinquefolia, bien que les extrémités puissent être en forme de massue lorsqu'elles sont insérées dans un fente. Une conséquence de ceci est que, contrairement à P. quinquefolia, elle ne peut pas grimper aux murs lisses, seulement à travers les arbustes et les arbres. De plus, les folioles de P. vitacea sont brillantes lorsqu'elles sont jeunes et légèrement pâles en dessous, tandis que celles de P. quinquefolia sont ternes dessus et vert pâle, blanchies ou glauques dessous. La ramification des capitules de P. vitacea est dichotomique ou trichotomique, avec des branches d'égale épaisseur, tandis que P. quinquefolia se ramifie de manière inégale, avec un axe central défini. Les baies de P. vitacea sont plus grosses, de 8 à 12 mm de diamètre, contre 5 à 8 mm pour P. quinquefolia. Les pétiolules des folioles matures de P. vitacea sont généralement plus longues, de 5 à 30 mm de long, contre sessiles et mesurant jusqu'à 10 mm chez P. quinquefolia,. 

## Taxonomie

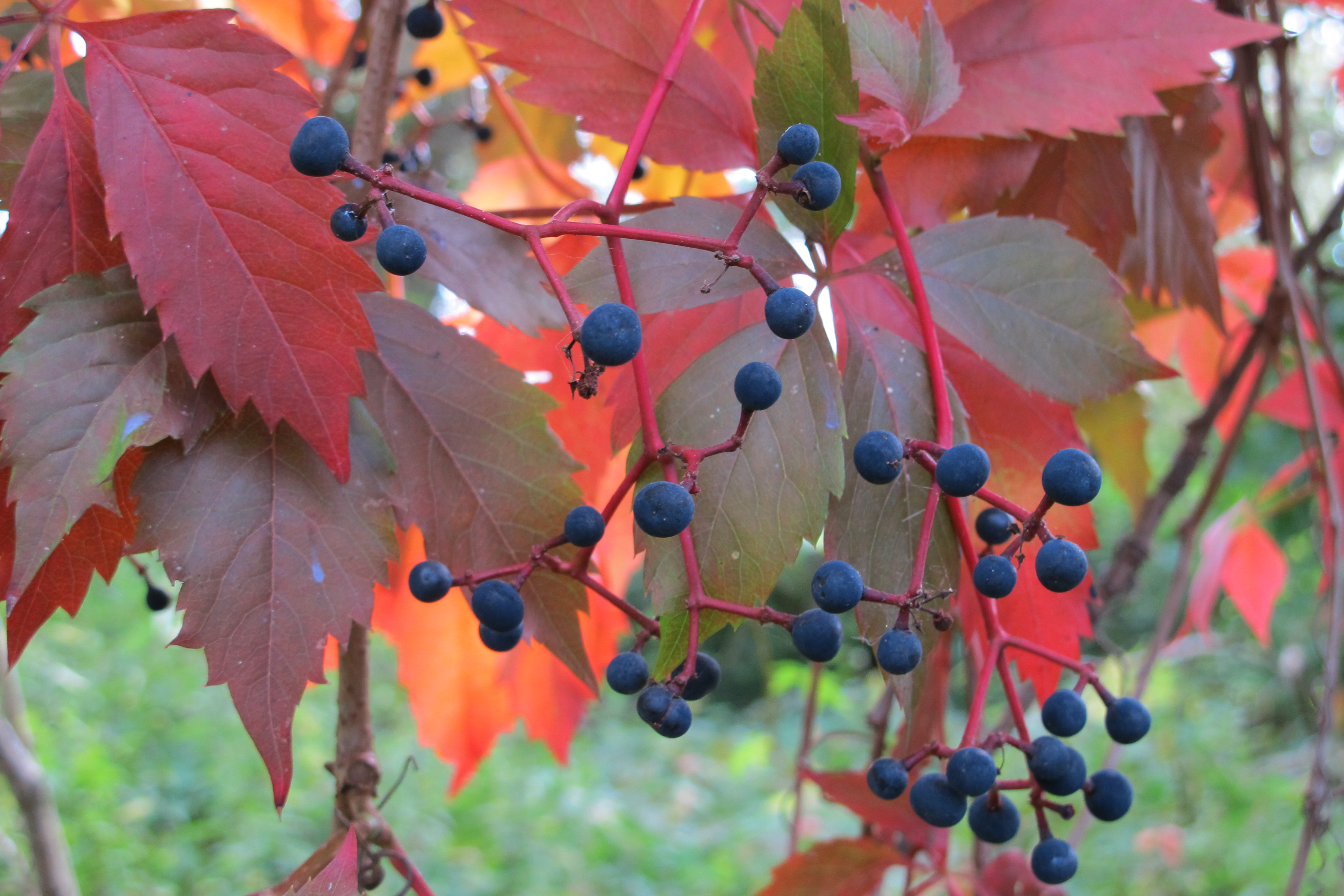
Parthenocissus vitacea : fruits

Cette espèce a été décrite pour la première fois en 1887 par Anton Kerner von Marilaun, sous le nom de Vitis inserta. Elle a été transférée dans le genre Parthenocissus par Karl Fritsch en 1922. Séparément, en 1893, Ellsworth Brownell Knerr (d) l'a décrit comme une variété vitacea d’Ampelopsis quinquefolia. Albert Spear Hitchcock a élevé cette variété en espèce à part entière sous le nom Parthenocissus vitacea en 1894,. Selon les références taxonomiques, le nom correct de cette espèce est soit Parthenocissus vitacea (Knerr) Hitchc., soit Parthenocissus inserta (A. Kern.) Fritsch..

## Écologie et répartition

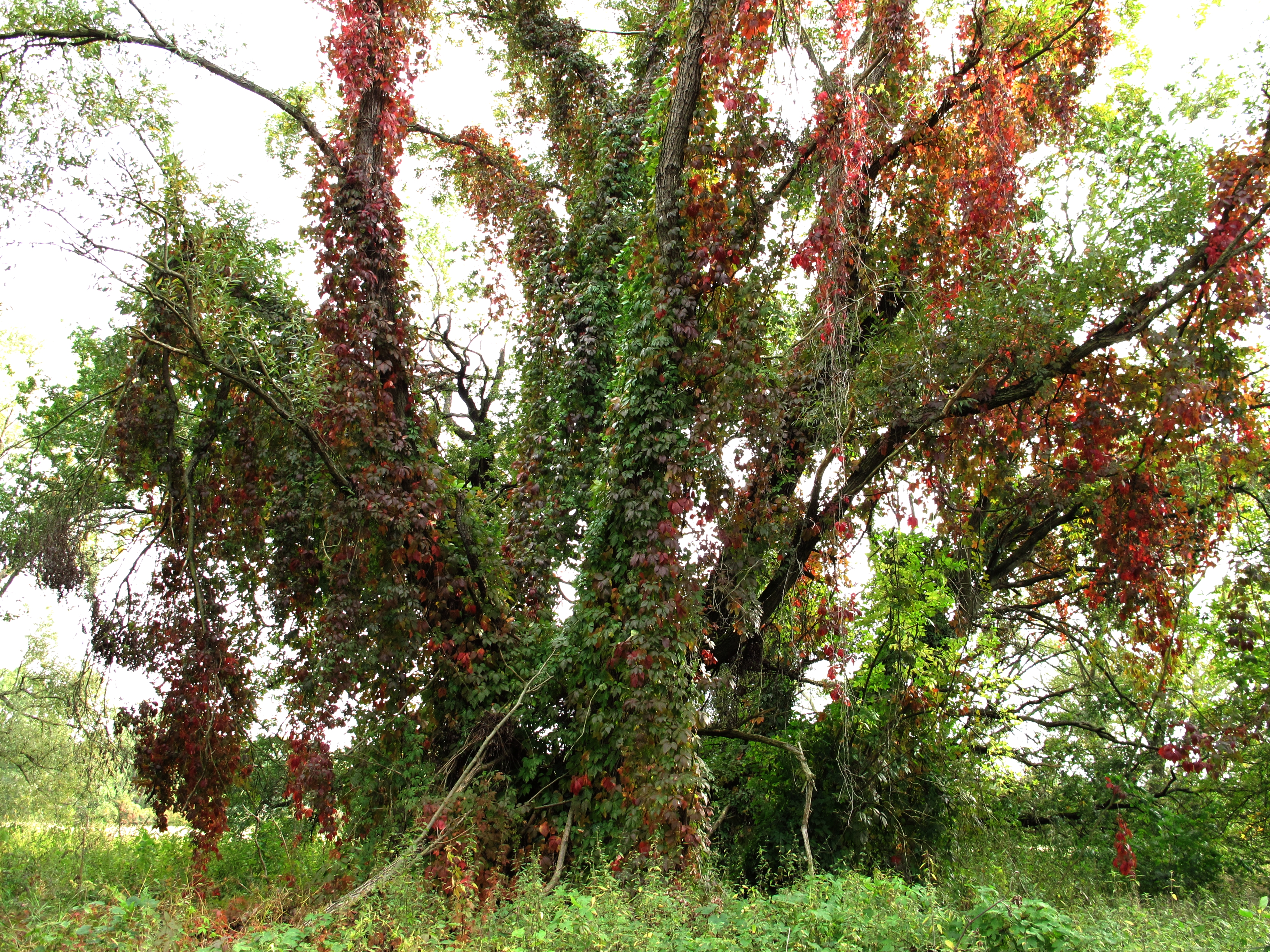
Parthenocissus vitacea

Les fleurs de Parthenocissus vitacea sont fréquemment visitées par Mordella marginata, un coléoptère des fleurs. Plusieurs espèces d'abeilles ont été observées recueillant le pollen des fleurs, y compris les abeilles de sueur Augochlora pura, Lasioglossum subviridatum et Lasioglossum zephyrus. Les fruits sont mangés par les oiseaux.
L'aire de répartition naturelle de cette vigne est Nord-américaine, plus précisément dans le Sud-Est du Canada (de l'Ouest jusqu'au Sud du Manitoba) et une grande partie des États-Unis, du Maine jusqu'au Montana et au sud jusqu'au New Jersey et au Missouri à l'est, et du Texas à l'Arizona à l'ouest. Cette espèce est présente en Californie, mais, aussi loin vers l'Ouest, elle pourrait y avoir été introduite. Cette espèce est présente sur l'ensemble des régions aux climats tempérés, principalement dans l'hémisphère Nord, mais également en Australasie. Elle est bien représentée en Europe occidentale,.

## Synonymie
Parthenocissus vitacea a pour synonymes :
- Ampelopsis inserta A.Kern.
- Ampelopsis macrophylla hort.
- Ampelopsis macrophylla hort. ex Rehder
- Ampelopsis quinquefolia var. laciniata A.Gray ex Planch.
- Ampelopsis quinquefolia var. vitacea Knerr
- Parthenocissus inserens Hayek
- Parthenocissus inserta (A.Kern.) Fritsch
- Parthenocissus inserta f. dubia (Rehder) Rehder
- Parthenocissus inserta f. inserta
- Parthenocissus inserta var. laciniata (Planch.) Rehder
- Parthenocissus laciniata (Planch.) Small
- Parthenocissus quinquefolia var. laciniata Planch.
- Parthenocissus quinquefolia var. vitacea (Knerr) L.H.Bailey
- Parthenocissus vitacea f. dubia (Rehder) F.Seym., 1969
- Parthenocissus vitacea f. dubia (Rehder) Fernald
- Parthenocissus vitacea subsp. macrophylla Rehder
- Parthenocissus vitacea var. dubia Rehder
- Parthenocissus vitacea var. laciniata (Planch.) Rehder
- Parthenocissus vitacea var. macrophylla Rehder
- Parthenocissus vitacea var. typica Rehder

### Parthenocissus inserta
- (en) BioLib : Parthenocissus inserta (A. Kern.) Fritsch (consulté le 2 janvier 2022)
- (fr) INPN : Parthenocissus inserta (J.Kern.) Fritsch (TAXREF)  (consulté le 2 janvier 2022)
- (fr) Tela Botanica (France métro) : Parthenocissus inserta (J.Kern.) Fritsch (consulté le 2 janvier 2022)
- (en) Tropicos :  Parthenocissus inserta  (A. Kern.) Fritsch   (+ liste sous-taxons) (consulté le 2 janvier 2022)

### Parthenocissus vitacea
- (en) Catalogue of Life : Parthenocissus inserta (A. Kern.) Fritsch (synonymie) (consulté le 13 avril 2023)
- (en) Flora of North America :  Parthenocissus vitacea (Knerr) A. S. Hitchc.   (consulté le 2 janvier 2022)
- (fr + en) EOL : Parthenocissus vitacea (Knerr) A. S. Hitchc. (consulté le 2 janvier 2022)
- (fr + en) GBIF : Parthenocissus vitacea (Knerr) Hitchc. (consulté le 2 janvier 2022)
- (en) IPNI : Parthenocissus vitacea   (Knerr) Hitchc.   (consulté le 2 janvier 2022)
- (fr + en) ITIS : Parthenocissus vitacea (Knerr) Hitchc. (consulté le 2 janvier 2022)
- (en) OEPP : Parthenocissus vitacea   (Kerner) Fritsch   (consulté le 2 janvier 2022)
- (en) POWO :  Parthenocissus vitacea    (Knerr) Hitchc.  (consulté le 2 janvier 2022)
- (en) Tropicos :  Parthenocissus vitacea    (Knerr) Hitchc.   (+ liste sous-taxons) (consulté le 2 janvier 2022)
- (en) WCVP :  Parthenocissus vitacea    (Knerr) Hitchc.  (consulté le 2 janvier 2022)
- Galerie de photos